# Aryan Tari
Aryan Tari (sinh 4 tháng 6 năm 1999) là một đại kiện tướng cờ vua người Na Uy. Tari là nhà vô địch Na Uy vào năm 2015 và 2019 và vô địch thanh niên thế giới năm 2017.

## Sự nghiệp cờ vua
Tari bắt đầu chơi cờ vua từ năm 5 tuổi. Anh đã giành chức vô địch hạng Junior của Giải vô địch cờ vua Na Uy vào năm 2012, giúp anh đủ điều kiện tham gia giải vào năm 2013. Sau khi kết thúc giải ở vị trí thứ tám vào năm 2013  và vị trí thứ hai vào năm 2014, Tari đã giành chức vô địch năm 2015. Ở tuổi 16, anh là kì thủ trẻ thứ ba đạt được thành tích này, sau Simen Agdestein và Magnus Carlsen, những nhà vô địch trẻ ở tuổi 15.
Tại Giải vô địch Na Uy mở rộng ở Fagernes vào tháng 3 năm 2013, Tari đã về đích ở vị trí thứ bảy và đạt một chuẩn cho danh hiệu Đại kiện tướng, trở thành kì thủ Na Uy trẻ thứ hai từng đạt được chuẩn Đại kiện tướng vào thời điểm đó.
Tari đã giành được chuẩn Đại kiện tướng thứ hai của mình qua chín vòng đấu tại Giải vô địch cờ vua đồng đội châu Âu 2015 ở Reykjavik, nơi anh chơi bàn thứ ba của Na Uy và ghi được sáu điểm. Một điều khoản đặc biệt của FIDE cho các giải vô địch đồng đội thuôc cấp châu lục, cho phép một chuẩn Đại kiện tướng đạt được qua 20 ván cờ, cùng với chuẩn Đại kiện tướng trước đó của anh từ Fagernes, và có xếp hạng elo trên 2500 là đủ cho danh hiệu Đại kiện tướng. Danh hiệu này đã được trao tại Đại hội FIDE vào tháng 3 năm 2016. Anh là kì thủ thứ 12 của Na Uy được trao danh hiệu này.
Tại Giải vô địch cờ vua cá nhân châu Âu, diễn ra từ ngày 12–23 tháng 5 năm 2016, Tari đã đạt kết quả tốt nhất trong sự nghiệp của mình với 7½ / 11 (+ 5–1 = 5). Điều này giúp anh hoàn thành giải ở vị trí thứ hai mươi hai và có được một suất tham dự Giải Vô địch Cờ vua 2017 (Chess World Cup 2017) tại Tbilisi, nơi anh bị loại ở vòng hai sau khi thua Aleksandr Lenderman với tỉ số 1½-½.
Ở mùa giải 2019/2020, anh tham gia với tư cách kì thủ ngoại cho đội tuyển SLAVIA Kroměříž của Cộng hoà Séc.

## Đời sống riêng tư
Tari sinh ra ở Stavanger. Bố là Faranak Tari và mẹ là Siamak Tari. Cả hai người đều là dân nhập cư từ Iran đến Na Uy trước khi sinh ra Taric.

## Thông tin liên quan
1. 1 2  Nilsen, Bjørn Haakon (ngày 22 tháng 12 năm 2013). "- JEG ER DEN NESTE SJAKK-KONGEN" (bằng tiếng Na Uy). Se og Hør. Truy cập ngày 18 tháng 7 năm 2015.
2. ↑  "Landsturneringen 2012". Turneringsservice. ngày 29 tháng 6 năm 2014. Truy cập ngày 18 tháng 7 năm 2015.
3. ↑  "Landsturneringen 2013". Turneringsservice. ngày 17 tháng 7 năm 2015. Truy cập ngày 18 tháng 7 năm 2015.
4. ↑  "Landsturneringen 2014". Turneringsservice. ngày 19 tháng 7 năm 2014. Truy cập ngày 18 tháng 7 năm 2015.
5. ↑  Blauhut, Holger (ngày 16 tháng 7 năm 2015). "Aryan Tari wins Norwegian Championship". Chessbase. Truy cập ngày 18 tháng 7 năm 2015.
6. ↑  "Aryan Tari – GM Norm at thirteen". Chessbase. ngày 7 tháng 4 năm 2013. Truy cập ngày 18 tháng 7 năm 2015.
7. ↑  "Etcc 2015 - Open section". Chess-results.com. Truy cập ngày 25 tháng 11 năm 2015.
8. ↑  "Table for Direct Titles effective from ngày 1 tháng 7 năm 2014". FIDE. Bản gốc lưu trữ ngày 28 tháng 3 năm 2019. Truy cập ngày 25 tháng 11 năm 2015.
9. ↑  Strøm, Ole Kristina (ngày 24 tháng 11 năm 2015). "Norges nye sjakkstjerne: – Det betyr mye å slå Magnus". VG (bằng tiếng Na Uy). Truy cập ngày 25 tháng 11 năm 2015.
10. ↑  Barth-Nilsen, Kate (ngày 23 tháng 5 năm 2016). "Skal spille VM-kvalifisering" (bằng tiếng Na Uy). NRK. Truy cập ngày 24 tháng 5 năm 2016.
11. ↑  "Družstvo - Slavia Kroměříž".
12. ↑  "Slávistické zbrojení a hartusení na sezónu 2019/2020".
13. ↑  GM title application. FIDE.